# Giovanni Troupée
Giovanni Troupée (Amsterdam, 20 marzo 1998) è un calciatore olandese originario di Curaçao, difensore del TOP Oss.

## Caratteristiche tecniche
Terzino destro veloce e abile nelle progressioni offensive.

## Carriera

### Club
Cresciuto nel settore giovanile dell'Utrecht, ha esordito in prima squadra il 17 maggio 2015, a soli 17 anni, nella partita di Eredivisie pareggiata per 3-3 contro il Vitesse. Nelle stagioni successive, nonostante la giovane età, si impone come titolare nel ruolo; il 28 agosto 2018 viene ceduto in prestito all'ADO Den Haag.

### Nazionale
Ha giocato nelle nazionali giovanili olandesi Under-17, Under-18 ed Under-19; successivamente ha scelto di rappresentare Curaçao, con la cui nazionale maggiore ha giocato 2 partite nel 2023.

## Statistiche

### Presenze e reti nei club
Statistiche aggiornate al 28 agosto 2018.
| Stagione        | Squadra         | Campionato      | Campionato | Campionato | Coppe nazionali | Coppe nazionali | Coppe nazionali | Coppe continentali | Coppe continentali | Coppe continentali | Altre coppe | Altre coppe | Altre coppe | Totale | Totale | Totale |
| Stagione        | Squadra         | Comp            | Pres       | Reti       | Comp            | Pres            | Reti            | Comp               | Pres               | Reti               | Comp        | Pres        | Reti        | Pres   | Reti   |        |
| --------------- | --------------- | --------------- | ---------- | ---------- | --------------- | --------------- | --------------- | ------------------ | ------------------ | ------------------ | ----------- | ----------- | ----------- | ------ | ------ | ------ |
| 2014-gen. 2015  | Utrecht         | ED              | 1          | 0          | CO              | -               | -               | -                  | -                  | -                  | -           | -           | -           | 1      | 0      |        |
| 2015-2016       | Utrecht         | ED              | 3+4        | 0+1        | CO              | 0               | 0               | -                  | -                  | -                  | -           | -           | -           | 7      | 1      |        |
| 2016-2017       | Utrecht         | ED              | 29+2       | 3          | CO              | 4               | 1               | -                  | -                  | -                  | -           | -           | -           | 35     | 4      |        |
| 2017-2018       | Utrecht         | ED              | 13+4       | 0          | CO              | 1               | 0               | UEL                | 3                  | 0                  | -           | -           | -           | 21     | 0      |        |
| ago. 2018       | Utrecht         | ED              | 1          | 0          | CO              | 0               | 0               | -                  | -                  | -                  | -           | -           | -           | 1      | 0      |        |
| ago. 2018-2019  | ADO Den Haag    | ED              | 21         | 1          | CO              | 2               | 0               | -                  | -                  | -                  | -           | -           | -           | 23     | 1      |        |
| 2019-gen. 2020  | Utrecht         | ED              | 8          | 0          | CO              | 1               | 0               | UEL                | 1                  | 0                  | -           | -           | -           | 10     | 0      |        |
| Totale Utrecht  | Totale Utrecht  | Totale Utrecht  | 65         | 4          |                 | 6               | 1               |                    | 4                  | 0                  |             | -           | -           | 75     | 5      |        |
| gen.-mag. 2020  | Twente          | ED              | 8          | 0          | CO              | 0               | 0               | -                  | -                  | -                  | -           | -           | -           | 8      | 0      |        |
| Totale carriera | Totale carriera | Totale carriera | 94         | 5          |                 | 8               | 1               |                    | 4                  | 0                  |             | -           | -           | 106    | 6      |        |